# Hum na Sutli
Hum na Sutli je obmejno naselje na Hrvaškem (nasproti slovenskega Rogatca) ki je središče občine Hum na Sutli Krapinsko-zagorske županije.

## Zgodovina

### Druga svetovna vojna (1941-1945)
V začetni fazi nemške okupacije slovensko-hrvaškega ozemlja med majem in junijem 1941 je občino Hum na Sotli poleg ostalih predelov zahodnega obrobja Hrvaškega Zagorja (Prišlin, Druškovec, Brezno in Lupinjak) začasno okupirala nacistična Nemčija. Po raziskovalnih ugotovitvah zgodovinarja Daniela Siterja med odločilne vzroke priključitve štejemo ključne gospodarske, demografske, socialne, prehrambne in geografsko-ozemeljske okoliščine (potreba po enotnem in ekonomsko povezanem prostoru): zaposlitvena in druga odvisnost pretežno revnega hrvaškega prebivalstva od slovenskega obsotelskega prostora (zaposlitveni centri v bližnji Rogaški Slatini), obratovanje steklarne Straža (večinska struktura njenih zaposlenih je pripadala nemštvu, folksdojčerjem, nemčurjem in Kulturbundu) s pripadajočim premogovnikom v Lupinjaku, peskokopom in električno centralo, ki je elektriko dobavljala v Rogatec ter za potrebe delovanja zdravilišča in Ablove steklarne v Tržišču pri Svetem Križu celo v Rogaško Slatino. Okupirano občinsko ozemlje Huma na Sotli je bilo tako od začetka maja do sredine junija 1941 na makronivoju priključeno civilni upravi Spodnje Štajerske pod vodstvom gauleiterja Siegfrieda Uiberreitherja, na mikronivoju pa upravi političnega okraja Šmarje pri Jelšah pod vodstvom Roberta Komareka s sedežem v zdraviliškem parku v Rogaški Slatini. Zaradi tega je bila na tem območju vpeljana nacistična okupacijska uprava z represivno raznarodovalno in rasno politiko. Zasedba je prav tako pomenila prestavitev okupacijske in državne mejne ločnice med Tretjim rajhom in Neodvisno državo Hrvaško (ustaški režim NDH) s prvotno načrtovane reke Sotle na gričevnate predele Hrvaškega Zagorja. Hkrati sta se zatorej začasno spremenili še meji nemške zasedbene cone Spodnja Štajerska (njena vzhodna meja je obenem predstavljala nemško državno mejo s sosednjo NDH) in političnega okraja Šmarje pri Jelšah. Okupirani prostor čezmejne hrvaško-zagorske občine Hum na Sotli je bil vrnjen NDH v sredini junija 1941. Takrat se je meja med obema zaveznica dokončno vzpostavila po vodni liniji Sotle.

## Demografija
| Pregled števila prebivalcev po letih | Pregled števila prebivalcev po letih | Pregled števila prebivalcev po letih | Pregled števila prebivalcev po letih | Pregled števila prebivalcev po letih | Pregled števila prebivalcev po letih | Pregled števila prebivalcev po letih | Pregled števila prebivalcev po letih | Pregled števila prebivalcev po letih | Pregled števila prebivalcev po letih | Pregled števila prebivalcev po letih | Pregled števila prebivalcev po letih | Pregled števila prebivalcev po letih | Pregled števila prebivalcev po letih | Pregled števila prebivalcev po letih |
| ------------------------------------ | ------------------------------------ | ------------------------------------ | ------------------------------------ | ------------------------------------ | ------------------------------------ | ------------------------------------ | ------------------------------------ | ------------------------------------ | ------------------------------------ | ------------------------------------ | ------------------------------------ | ------------------------------------ | ------------------------------------ | ------------------------------------ |
| 1857                                 | 1869                                 | 1880                                 | 1890                                 | 1900                                 | 1910                                 | 1921                                 | 1931                                 | 1948                                 | 1953                                 | 1961                                 | 1971                                 | 1981                                 | 1991                                 | 2001                                 |
| 477                                  | 531                                  | 566                                  | 592                                  | 533                                  | 577                                  | 544                                  | 660                                  | 685                                  | 823                                  | 861                                  | 1146                                 | 1201                                 | 1282                                 | 1238                                 |